# Bruno Seidler-Winkler

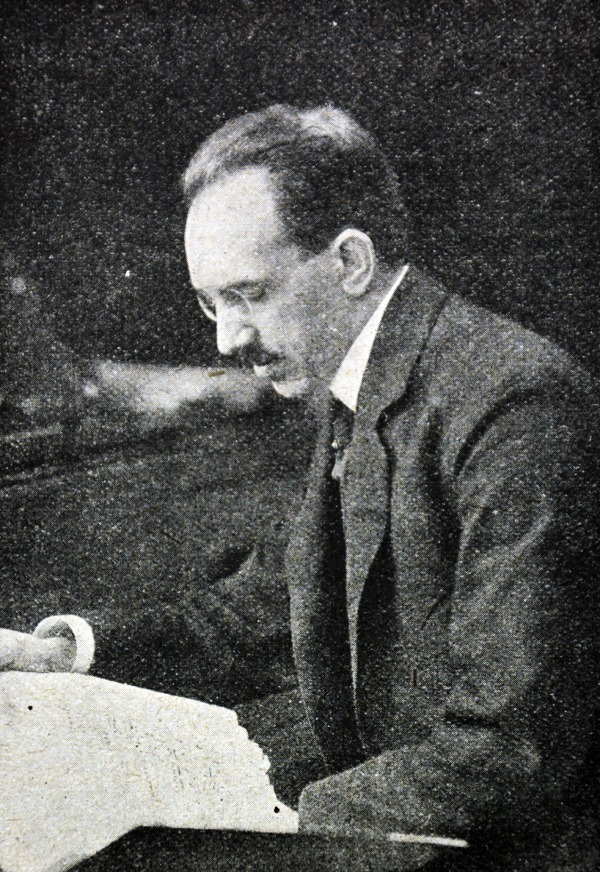
Bruno Seidler-Winkler

Karl Ludwig Bruno Seidler-Winkler (* 18. Juli 1880 in Berlin; † 19. Oktober 1960 ebenda) war ein deutscher Dirigent, Pianist und Arrangeur.

## Leben
Bruno Seidler-Winkler war Sohn eines Musikers und trat bereits in seiner Jugend musikalisch in Erscheinung. Seine erste Ausbildung erhielt er am Stern’schen Konservatorium auf dem Klavier bei Ernst Jedliczka. Er sang im Chor des Berliner Doms. Im Alter von zehn Jahren spielte er auch Violine und galt als begabter Pianist; vier Jahre später dirigierte er in einem kleinen Theater in Berlin. Als künstlerischer Aufnahmeleiter der deutschen Edison-Gesellschaft lernte er bereits in den 1890er-Jahren die Möglichkeiten der Schallaufzeichnung kennen und beherrschen.
Seine Erfahrungen konnte er dann in die neu gegründete Deutsche Grammophon einbringen. Von 1903 bis 1923 war er als deren künstlerischer Direktor für eine Vielzahl von Tonaufnahmen zuständig. Er leitete Aufnahmen der Opernensembles von Berlin, Dresden, München und Wien und organisierte die dafür notwendigen Aufnahmemöglichkeiten und -räumlichkeiten. Die in den ersten Jahren der Schallplattenaufnahmen genutzte akustische Aufnahmetechnik war mit vielen technischen Problemen und Einschränkungen behaftet. Bruno Seidler-Winkler traf mit den von ihm gewählten Arrangements jedoch bereits außerordentlich gut die von den einzelnen Komponisten gewünschte Wirkung. Er leitete als einer der ersten Hausdirigenten das Orchester der Deutschen Grammophon. So entstand 1908 unter seiner Leitung die erste vollständige Schallplattenaufnahme der Oper Carmen von Georges Bizet (mit Emmy Destinn in der Hauptrolle) und 1923, als er die Deutsche Grammophon verließ, die erste vollständige Aufnahme der 9. Sinfonie von Beethoven. Darüber hinaus war er von 1903 bis 1932 auch als Dirigent tätig. Er arbeitete von 1923 bis 1925 als Orchesterleiter in Chicago und dirigierte von 1926 bis September 1932 als Vorgänger von Eugen Jochum das Rundfunk-Sinfonieorchester der Funk-Stunde Berlin.
Er begleitete auch Aufnahmen bekannter Künstler – Sänger und Instrumentalisten – auf dem Klavier. Erhalten sind zahlreiche Aufnahmen, die mit dem Sänger Otto Reutter ab 1902 bis kurz nach dem Ersten Weltkrieg entstanden und Váša Příhoda. Ab dem Beginn der 1930er Jahre war er an der Berliner Hochschule für Musik in der Ausbildung des künstlerischen Nachwuchses für die musikalische Gestaltung des Rundfunkprogramms engagiert. Für das Meistersextett war er Mitte der 1930er Jahre als Arrangeur tätig. 1938 war er an einer bereits seit Beginn der 1930er Jahre geplanten und dann ab 1935 in Wien von Bruno Walter und den Wiener Symphonikern begonnen ersten elektrischen Aufnahme der Oper Die Walküre von Richard Wagner beteiligt, deren fehlende Teile des zweiten Aktes unter seiner Leitung in Berlin für Electrola (His Master’s Voice) eingespielt wurden. Ebenfalls 1938 begleitete er die junge französische Geigerin Ginette Neveu bei ihren ersten Schallplatten-Aufnahmen.
Sein Repertoire umfasste neben klassischer Musik auch Unterhaltungsmusik wie Operetten, Chansons und Schlager. Das Arrangement der Aufnahme des Liedes Lili Marleen mit Lale Andersen aus dem Jahre 1939 stammt von ihm. Er leitete auch das Instrumental-Ensemble, das die Aufnahme begleitete. Seidler-Winkler stand 1944 in der Gottbegnadeten-Liste des Reichsministeriums für Volksaufklärung und Propaganda.
Die 1936 geborene Sopranistin Brigitta Seidler-Winkler war seine Tochter.
Er wurde 1913 Mitglied der Berliner Freimaurerloge Zum Widder. Wenige Monate vor seinem Tod wurde er 1960 mit dem Bundesverdienstkreuz ausgezeichnet.
Bruno Seidler-Winkler wurde auf dem landeseigenen Friedhof in den Kisseln im Berliner Bezirk Spandau beigesetzt.